# Rihand-Talsperre
Die Rihand-Talsperre (Hindi रिहन्द परियोजना), steht in Pipri bei Mirzapur im Distrikt Sonbhadra im indischen Bundesstaat Uttar Pradesh.
Sie liegt im Länderdreieck der Bundesstaaten Chhattisgarh, Madhya Pradesh und Uttar Pradesh und staut den Fluss Rihand, einen Zufluss des Son, auf. Der zugehörige Stausee trägt den Namen Govind-Ballabh-Pant-See (Govind Ballabh Pant Sagar, गोविन्द बल्लभ पंत सागर), nach Govind Ballabh Pant, dem ersten Chief Minister Uttar Pradeshs.
Es gibt weitere Flüsse, die zeitweise oder ganzjährig in den Stausee fließen: Kanchan, Mayar und Azir. Die Region um den Stausee herum heißt Singrauli und ist bekannt für ihre Kohlevorkommen. Deswegen gibt es eine Reihe von Kraftwerken um den See herum.

## Bauwerksdaten

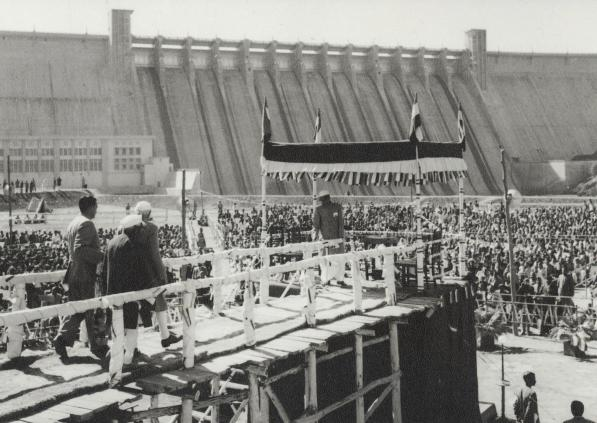
Einweihung des Dammes in Anwesenheit von Premierminister Jawaharlal Nehru

Das Absperrbauwerk der Rihand-Talsperre ist eine gerade Gewichtsstaumauer aus Beton mit einer Länge von 934 m und einer maximalen Höhe von 91 m. Sie wurde von 1954 bis 1962 von der Hindustan Construction Company gebaut und besteht aus 61 unabhängigen Blöcken mit Fugen. Am Fuß der Staumauer steht ein Krafthaus, in dem sechs Turbinen vom Francis-Typ mit je 50 MW Leistung installiert sind. Der Wasserspiegel bei vollem Stauseebecken (das Stauziel) liegt bei 268,22 m über dem Meer und der Stausee enthält dann 10.600 Mio. Kubikmeter Wasser. Das Einlaufbauwerk befindet sich zwischen den Blöcken 28 und 33. Die Talsperre befindet sich in einem schlechten Bauzustand; deshalb ist eine baldige Instandsetzung geplant. Der Bau des Staudamms führte zu Zwangsumsiedlungen von fast 100.000 Menschen.